# 危伟汉
危伟汉（1965年7月—），男，广东广州人，中华人民共和国政治人物。广东省委党校工商管理硕士。曾任中山市人民政府市长，广东省退役军人事务厅党组书记、副厅长等职务。

## 生平
1983年6月参加工作。1987年11月加入中国共产党。历任广州市海珠区副区长，黄埔区常务副区长，广州市政府副秘书长，广州市城管委主任、广州市城管综合执法局局长。
2016年7月，任中共广州市荔湾区委书记。
2018年10月，任中山市人民政府市长。2021年6月，任广东省退役军人事务厅党组书记。同年7月，任副厅长。2022年5月，不再担任省退役军人事务厅党组书记、副厅长。2022年6月，任广东省政协一级巡视员。
2024年4月，涉嫌严重违纪违法，接受广东省纪委监委纪律审查和监察调查，同年8月，他被开除党籍和公职。